# Scorpiurium circinatum
Scorpiurium circinatum är en bladmossart som beskrevs av Fleischer och Leopold Loeske 1907. Scorpiurium circinatum ingår i släktet Scorpiurium och familjen Brachytheciaceae. Inga underarter finns listade i Catalogue of Life.